# Платишно
Плати́шно (бел. Плаці́шна) — озеро в Бешенковичском районе Витебской области Белоруссии. Относится к бассейну реки Улла.

## Физико-географическая характеристика
Озеро Платишно располагается в 20 км к северо-западу от городского посёлка Бешенковичи. К западу от водоёма находится деревня Бортники 2.
Площадь зеркала составляет 0,23 км², длина — 1,4 км, наибольшая ширина — 0,26 км. Длина береговой линии — 3,19 км. Наибольшая глубина — 17,9 м, средняя — 6,4 м. Объём воды в озере — 1,48 млн м³. Площадь водосбора — 1,45 км².
Котловина лощинного типа, вытянутая с северо-запада на юго-восток. Склоны преимущественно высотой 3—5 м, пологие, песчаные и супесчаные, покрытые лесом. Западные и северо-восточные склоны крутые, высотой до 8 м. Верхняя часть западных склонов распахана. Береговая линия относительно ровная. Берега в основном возвышенные, песчаные, поросшие деревьями и кустарником.
Подводная часть склонов котловины отличается крутизной. Глубины до 2 м занимают 15 % площади озера. Мелководье песчаное. Песчаные и опесчаненные отложения простираются до глубины 5—7 м. Глубже дно покрыто кремнезёмистым сапропелем. Наиболее глубокая точка расположена в центре водоёма, немного ближе к западному берегу.

## Гидробиология
Минерализация воды составляет 130—145 мг/л, прозрачность — 3,5 м. Озеро мезотрофное, слабопроточное. На северо-западе впадает ручей, на северо-востоке вытекает ручей в озеро Лешно.
Подводная растительность образует узкую полосу шириной 5—10 м и распространяется до глубины 2,5 м. Подводная растительность спускается до глубины 4—4,5 м.
В воде обитают лещ, щука, окунь, плотва, уклейка, краснопёрка, линь и другие виды рыб.